# Lutjanus ehrenbergii
Lutjanus ehrenbergii es una especie de peces de la familia Lutjanidae en el orden de los Perciformes.

## Morfología
Los machos pueden llegar alcanzar los 35 cm de longitud total.

## Alimentación
Come peces pequeños e invertebrados.

## Hábitat
Es un pez de mar de clima tropical y asociado a los  arrecifes de coral que vive entre5-20 m de profundidad.

## Distribución geográfica
Se encuentra desde el Mar Rojo y la África Oriental hasta las Islas Salomón e  Marianas.